# Klagenævnet for Domænenavne
Klagenævnet for Domænenavne er et klagenævn der afgør sager om retten til internetdomænenavne der ender på .dk.
I klagenævnet sidder tre medlemmer og tre suppleanter fire år ad gangen. De udnævnes af Videnskabsministeren. 
I tilfælde med ikke-kommercielle registranter eller brugere og i sager af principiel betydning tiltræder to ekstra medlemmer for forbruger og erhvervsinteresser.
I 2009 var formanden Højesteretsdommer Lene Pagter Kristensen, professor og dr.jur. Jens Schovsbo og advokat Knud Wallberg.
De to ekstra medlemmer var Jeppe Juul fra Danmarks Aktive Forbrugere og Jane Eis Larsen fra IT-Branchen.
Blandt dets kontroversielle afgørelser har været sagen om orango.dk, hvor Peter Veileborg som privatperson ejede dette domæne gennem ni år, men fik det frataget og det overgik til et nystartet firma.